# Heinrich Albert (componist)
Heinrich Albert, ook wel Heinrich Alberti (Bad Lobenstein, 28 juni 1604 – Koningsbergen, 6 oktober 1651), was een Duits componist en dichter van liederen uit de baroktijd. Hij maakte deel uit van de groep dichters en componisten die zich de Kürbishütte noemde.

## Levensloop
Heinrich Albert werd geboren in Lobenstein in het Vorstendom Reuß (dat tegenwoordig in Thüringen ligt), als zoon van een belastingambtenaar. Tussen 1619 en 1621 bezocht hij de Latijnse school in Gera. In 1622 begon hij een muziekstudie bij zijn neef Heinrich Schütz in Dresden, die hem de grondbeginselen van de compositieleer bijbracht. Albert moest echter de wens van zijn ouders volgen en begon dus in 1623 een rechtenstudie in Leipzig. Vermoedelijk nam hij daarnaast ook muzieklessen bij Thomaskantor Johann Hermann Schein, een vriend van Schütz. 
In 1626 dreigde Leipzig in de frontlinie van de Dertigjarige Oorlog terecht te komen. Albert week, nog niet afgestudeerd, uit naar Koningsbergen, dat niet in het oorlogsgebied lag. In 1627 reisde hij met een vredesdelegatie van de Republiek der Zeven Verenigde Nederlanden naar Warschau. De bedoeling was vrede te bewerkstelligen tussen Zweden en Polen. Onderweg werd de delegatie echter door de Zweden gevangengenomen. Albert mocht pas in juni 1628 terugkeren naar Koningsbergen.

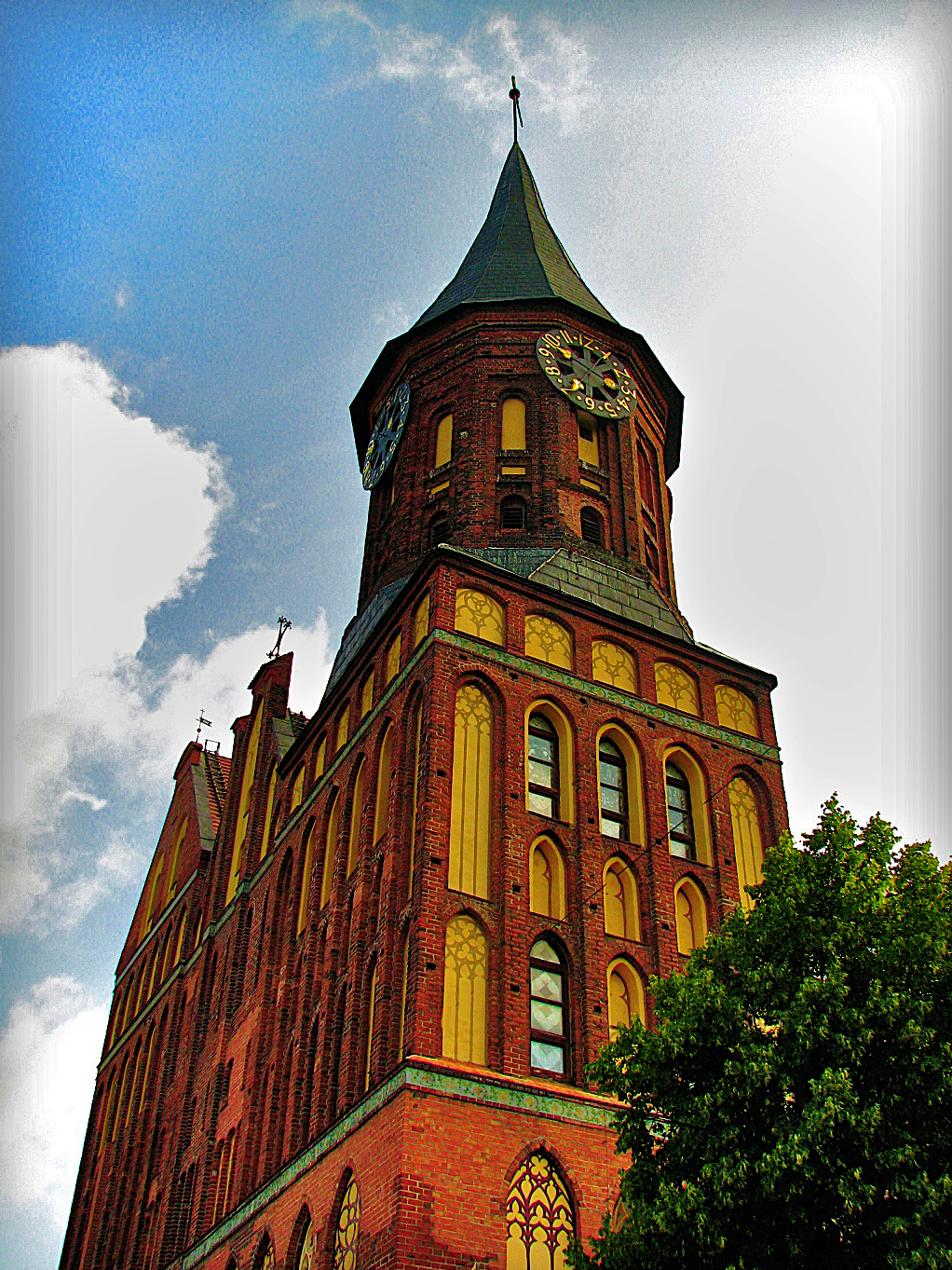
De Dom van Koningsbergen

In Koningsbergen liet hij zich wel inschrijven aan de Albertina-universiteit, maar hij nam zijn studie rechten niet opnieuw op. Hij koos voor een studie in de theorie van de fortificaties met daarnaast musicologie. Zijn muzikale leermeester werd de Domcantor (later kapelmeester) Johann Stobäus. Uiteindelijk besloot Albert definitief tot een carrière in de muziek. Op 1 april 1631 aanvaardde hij de functie van organist van de Dom van Koningsbergen. Dat bleef hij twintig jaar lang, tot zijn dood in 1651.
In 1634 reisde Albert naar Kopenhagen, waar hij logeerde bij zijn neef Heinrich Schütz. Hij kwam terug met een opdracht van het Deense hof voor een compositie.
In 1636 stichtte de dichter Robert Roberthin in Koningsbergen het Gesellschaft der Sterblichkeit Beflissener, een gezelschap dichters en musici die zich bezighielden met het geestelijke lied. Tot de kring behoorden Johann Stobäus, de dichter Simon Dach en ook Heinrich Albert. De tien à twaalf leden kwamen bijeen in de tuin van Albert. Albert kweekte pompoenen, vandaar dat de vriendenkring zich ook wel Kürbishütte (‘pompoenenprieel’) noemde. De leden lazen er hun gedichten voor en musiceerden samen. In 1641 kwam daaraan een eind, toen de gemeentelijke overheid de tuin onteigende omdat ze daar woningen wilde neerzetten. Een liederencyclus van Albert heet Musikalische Kürbs-Hütte. De liederen zijn geschreven voor drie stemmen en basso continuo. Ze zijn vermoedelijk van de hand van drie dichters: Dach, Roberthin en Albert zelf.
In 1638 trouwde hij met Elisabeth Stark, dochter van de waagmeester in de stadskern Kneiphof. Het paar zou vijf kinderen krijgen.
Albert overleed onverwachts op 6 oktober 1651. De rouwdienst bij zijn begrafenis werd verzorgd door de Albertina-universiteit, die ook zorgde voor een lijkrede in het Latijn.
In het park van Bad Lobenstein staat een gedenksteen voor Heinrich Albert.

## Werken
Heinrich Albert schreef uitsluitend vocale muziek: liederen voor een of meer stemmen met basso continuo, en een paar zangspelen. Hij was een pionier van het doorgecomponeerde lied. Albert gaf in de jaren 1638-1650 zelf zijn verzameld werk uit in acht delen Arien und Melodeien. De teksten zijn van de hand van Dach, Roberthin, Albert zelf en anderen uit hun vriendenkring. In 1958 publiceerde Eduard Bernoulli bij Breitkopf & Härtel een nieuwe editie van Alberts werken, die ook heden nog als gezaghebbend geldt. Alleen Musikalische Kürbs-Hütte verscheen in 1645 als afzonderlijk boek.
De liederen van Albert werden al spoedig populair en tot ergernis van de componist doken her en der roofdrukken van zijn werk op, waaronder zelfs een met een voorwoord waaronder zijn naam stond.
Een paar kerkliederen van Albert worden ook vandaag de dag nog gezongen in de Duitse Evangelische Kerk, zoals Gott des Himmels und der Erden en Ich bin ja Herr in deiner Macht.
Albert schreef zelf de tekst van Gott des Himmels und der Erden. Andere liederen met een tekst van zijn hand zijn Einen guten Kampf hab’ ich auf der Welt gekämpfet en Das deutsche Mädchen.
Veel liedteksten (ongeveer honderd) van zijn vriend Simon Dach voorzag hij van een melodie. Daaronder zijn ook het Lied der Freundschaft en Anke van Tharaw. De tekst van Anke van Tharaw werd vroeger ook wel toegeschreven aan Heinrich Albert. Tegenwoordig zijn de meeste deskundigen het wel eens over het auteurschap van Simon Dach. Alberts melodie is inmiddels verdrongen door een melodie van Friedrich Silcher uit 1827 en in plaats van de Nederduitse tekst van Dach wordt thans meestal een Hoogduitse herdichting van Johann Gottfried von Herder gezongen, onder de naam Ännchen von Tharau, maar het lied is nog altijd populair. Ook de tekst van Ich bin ja Herr in deiner Macht is van Simon Dach.

### Een voorbeeld van Alberts poëzie
| Origineel | Nederlandse vertaling |
| --- | --- |
| Gott des Himmels und der Erden (eerste twee strofen) Gott des Himmels und der Erden, Vater, Sohn und Heil’ger Geist, der es Tag und Nacht läßt werden, Sonn und Mond uns scheinen heißt, dessen starke Hand die Welt und was drinnen ist, erhält. Gott, ich danke dir von Herzen, daß du mich in dieser Nacht vor Gefahr, Angst, Not und Schmerzen hast behütet und bewacht, daß des bösen Feindes List mein nicht mächtig worden ist. | God van hemel en van aarde God van hemel en van aarde, Vader, Zoon en Heilige Geest, die het dag en nacht laat worden, zon en maan voor ons laat schijnen, wiens sterke hand de wereld en wat daarin is, bewaart. God, ik dank U uit de grond van mijn hart dat U mij in deze nacht voor gevaar, angst, nood en pijn hebt behoed en bewaakt, dat de list van de boosaardige vijand geen vat op mij gekregen heeft. |